# Station Jasło Towarowe
Station Jasło Towarowe is een spoorwegstation in de Poolse plaats Jasło.